# Sans voiles
Sans voiles (The Bump and Grind Murders) est un roman policier de l’écrivain australien Carter Brown publié en 1964,. C'est une des nombreuses aventures de Mavis Seidlitz, ravissante et écervelée assistante du détective privé Johnny Rio, de Los Angeles. Elle est aussi la narratrice.
Le roman est publié en France en 1965 dans la Série noire. La traduction, prétendument "de l'américain", est signée Pierre Château. 

## Résumé
Un étrange petit homme demande à Johnny Rio de protéger par une surveillance constante sa fiancée Irma, strip-teaseuse au Club Berlin. Les deux hommes trouvent que Mavis est la mieux placée pour cette tâche : il lui suffit d'être embauchée à son tour dans cette boîte … Grâce à sa plastique et à sa maladresse, elle est engagée pour un numéro de strip-tease burlesque, sous le pseudonyme de Mavis der Zirkus. Elle va effectivement créer le cirque dans l'établissement, où une autre strip-teaseuse est bientôt poignardée. Mavis pense qu'elle se débat dans un nid d'espions. Elle croit avoir trouvé des alliés. Mais c'est Mavis …

## Personnages
- Mavis Seidlitz, associée de l'agence Rio investigations.
- Johnny Rio, détective de la même agence.
- Stuart Hatchik, leur client.
- Irma Sloskowsky, alias Irma der Bosen, sa fiancée.
- Salomé der Honig, autre stripteaseuse au Club Berlin.
- Marcus Adler, directeur du Club Berlin.
- Sadie, habilleuse du club.
- Max Stenner, employé et actionnaire du club.
- Casey Jones, employé du club.

## Édition
- Série noire no 959, 1959. Réédition : La Poche noire no 48 (1968).